# Labuhan Kera
Labuhan Kera is een bestuurslaag in het regentschap Aceh Singkil van de provincie Atjeh, Indonesië. Labuhan Kera telt 108 inwoners (volkstelling 2010).